# HD 77370
HD 77370，又名CP-58 1327，SAO 236475、HR 3598，是一颗恒星，视星等为5.16，位于銀經276.79，銀緯-8.57，其B1900.0坐标为赤經8h 56m 56.8s，赤緯-58° -8.57′ 3″。